# 이희덕
이희덕(李熙悳, 1869년 8월 ~ 1934년 2월 2일)은 대한제국 시대에 일진회 회원으로 활동했던 인물이며 일제강점기에 간도 지역 유지로 알려진 인물이다.

## 생애
대한제국 시기에 육군 참위와 부외, 관료 등을 역임한 인물이며 한일 병합 조약 체결 이후에 간도로 이주한 것으로 추정된다. 1907년부터 1909년까지 일진회가 의병 활동을 탄압하기 위해 조직한 자위단원호회 제3부 위원장 겸 총무원을 역임하는 동안 위원들과 함께 경기도, 강원도 일부 지역에서 자위단 설립을 독려, 선전했다. 1909년 일진회의 합방 청원 운동에 참여했고 한일 병합 조약 체결 이후인 1910년 9월 일진회 해산금 500원을 받았다. 1934년에는 일본의 우익 단체 흑룡회가 도쿄 메이지 신궁 옆에 세운 일한합방기념탑 석실에 합방 공로자 중 한 사람으로서 봉납되기도 했다.
1917년부터 1922년까지 간도 룽징의 조선인거류민회(朝鮮人居留民會) 회장을 지내며 이 지역 유지로 활동했다. 이 단체는 일본 제국이 만주의 조선인 사회를 효율적으로 통제하기 위해 창립한 어용 단체였다. 1917년에는 일제가 조직한 조선시찰단의 단장으로 조선을 방문하기도 했다. 1921년에 간도진정위원 용정촌 대표가 되었다.
이희덕은 일제의 간도 침략을 옹호하고 3·1 운동 이후 항일 세력이 만주로 모여들어 생활이 불안정하다며 일본군의 간도 주둔을 요청하는 등 일제의 대륙 침략에 적극 협력하였다. 3·1 운동 직후에 발간된 대한민국 임시 정부의 기관지인 《독립신문》은 이희덕을 "용정마귀회(龍井魔鬼會) 수령"이라고 부르면서 김명여, 현시달, 이경재와 더불어 반드시 처벌해야 할 대상이라고 적었고, 그의 목을 베어오는 자에게 1천원의 현상금을 내걸기도 했다. 1921년에도 김명여와 함께 도쿄를 직접 방문한 뒤 군경을 늘려서 배일 세력을 제거해 달라고 요청하여, 당시 언론에서는 간도의 대표적인 친일적 인물로 보도되었다.
조선인거류민회 회장으로 활동하며 재산을 모아 자산가가 되었으며 항일 운동에 참가하라는 권유는 거절했다. 만주에서의 활발한 활동으로 공적을 인정받아 함경북도 지사를 역임한 박영철의 추천으로 1927년 6월 3일에 조선총독부 중추원 참의에 발탁되었다. 조선총독부 중추원 참의로 재직 중이던 1934년 2월 2일 사망했다.

## 사후
- 2002년 발표된 친일파 708인 명단과 2008년 민족문제연구소가 공개한 친일인명사전 수록예정자 명단에 포함되었다. 2007년 대한민국 친일반민족행위진상규명위원회가 발표한 친일반민족행위 195인 명단에도 들어 있다.

## 같이 보기
- 일진회
- 자위단원호회
- 조선총독부 중추원

## 참고자료
- 친일반민족행위진상규명위원회 (2007년 12월). 〈이희덕〉 (PDF). 《2007년도 조사보고서 II - 친일반민족행위결정이유서》. 서울. 2252~2264쪽쪽. 발간등록번호 11-1560010-0000002-10. [깨진 링크(과거 내용 찾기)]
- 최초의 근대 의사 김익남, 그의 진짜 정체는? 프레시안 2011년 5월 5일자